# Otomys simiensis
Otomys simiensis — вид гризунів родини мишевих. Зустрічається на півночі Ефіопії. Відомо, що цей вид пов’язаний із деревно-вересовими лісами (включаючи дерева Erica arborea та Hypericum revolutum із розсіяними відкритими трав'янистими ділянками приблизно на 3250 м над рівнем моря. Вважається, що O. simiensis замінюється O. typus на більших висотах).